# Ali (kalif)
Ali ibn Abi Talib ali krajše Ali (arabsko علي بن أبي طالب‎: ʿAlī bin Abī Ṭālib) je bil  bratranec in zet islamskega preroka Mohameda in v letih 656 do 661 kalif islamskega kalifata, * 13. radžab 21 pred hidžro (15. september 601), † 21. ramadan 40 po hidžri (29. januar 661).
Ali je bil sin Abu Taliba  in Fatime bint Asad. Bil je edini človek, rojen v Kaabi v Meki, najsvetejšem mestu islama, kar poudarjajo zlasti šiitski muslimani, in prvi moški, ki je sprejel islam. Po begu iz Meke v Medino  (hidžra) leta 622 se je poročil z Mohamedovo hčerko Fatimo. V Meki je sodeloval v prvih napadih na karavane, kasneje pa v vseh spopadih porajajoče se islamske skupnosti. Mohamedovi prijatelji (ashabi) so ga leta 656 po umoru kalifa Utmana ibn Afana imenovali za njegovega naslednika. Alijeva vladavina se je končala z državljanskimi nemiri in njegovim umorom med molitvijo v Veliki mošeji v Kufi dva dni kasneje.
Ali je pomembna verska, politična in duhovna osebnost tako za sunitske kot šiitske muslimane. Številni  biografski viri so zaradi sektaštva do Alija  pogosto pristranski, vsi pa se strinjajo, da je bil pobožen musliman,  predan islamski stvari in voditelj, izbran skladno s Koranom in suno.
Suniti imajo Alija za četrtega in zadnjega pravovernega kalifa (al-Khulafā’ur-Rāshidūn), šiiti pa, skladno z njihovo razlago Mohamedovega hadita v Ghadir Khummu, za prvega imama po Mohamedu. Šiiti razen tega verjamejo, da so Ali in vsi  drugi šiitski imami iz Mohamedove družine (Ahl al-Bayt) pravoverni Mohamedovi nasledniki. Njihovo prepričanje je islamsko skupnost (ummah) razdelilo na sunitsko in šiitsko vejo. 
Njegova sinova sta bila Hasan ibn Ali in Husayn ibn Ali.